# Горліс
Горліс (баск. Gorliz (офіційна назва), ісп. Górliz) — муніципалітет в Іспанії, у складі автономної спільноти Країна Басків, у провінції Біская. Населення — 5400 осіб (2009).
Муніципалітет розташований на відстані близько 340 км на північ від Мадрида, 16 км на північ від Більбао.
На території муніципалітету розташовані такі населені пункти: (дані про населення за 2009 рік)
- Андра-Марі: 641 особа
- Ареаца: 266 осіб
- Елешальде: 3587 осіб
- Гандія: 238 осіб
- Уресаранце: 526 осіб
- Гусур-Менді: 142 особи

## Демографія
Динаміка населення (INE ):

## Уродженці
- Ікер Ундабаррена (*1995) — іспанський футболіст, півзахисник.

## Галерея зображень

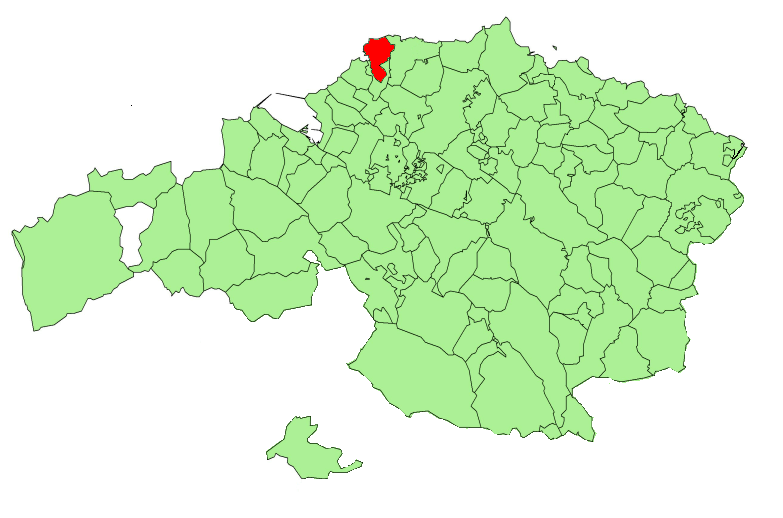
Розташування муніципалітету
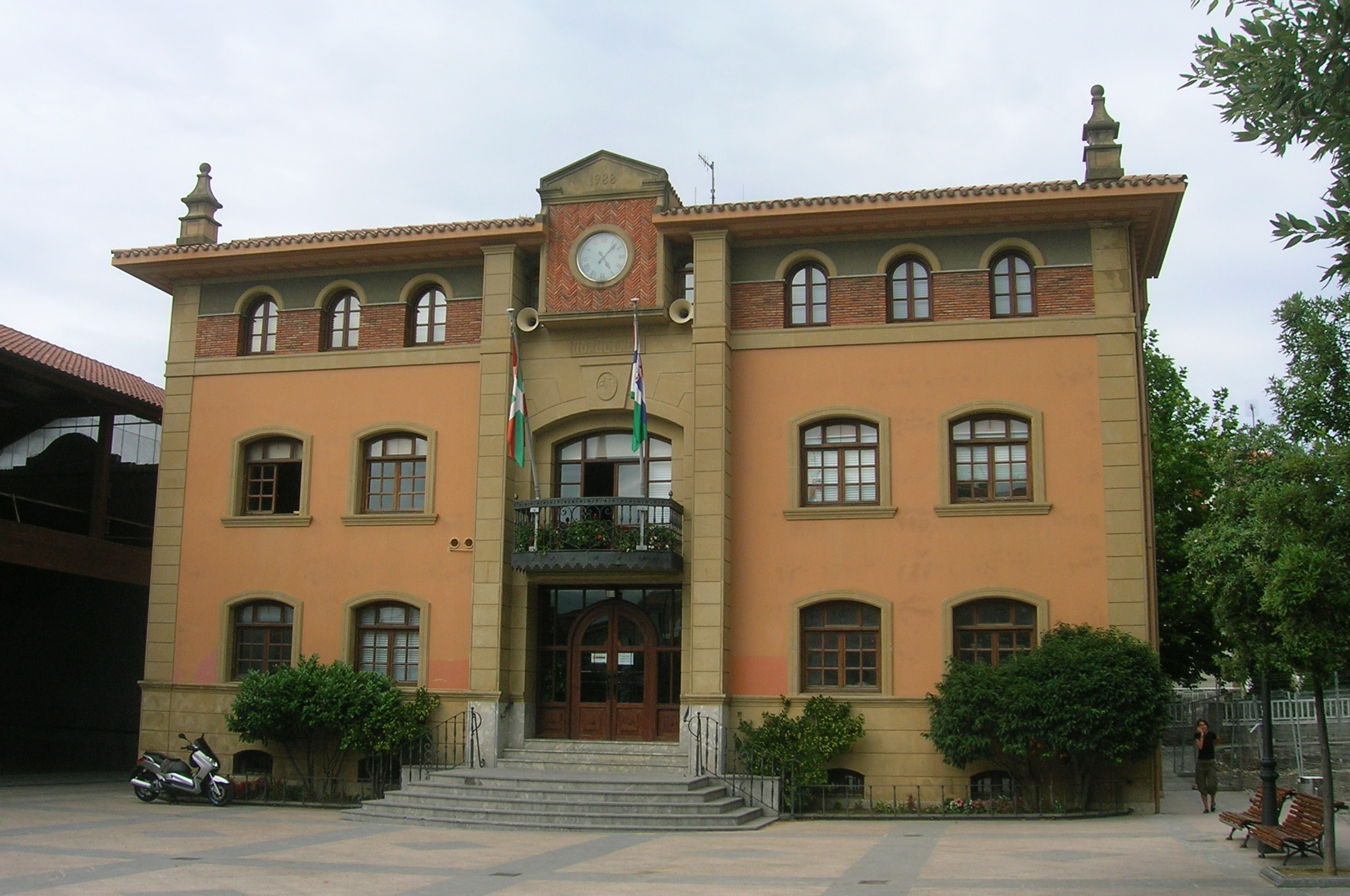
Муніципальна рада у 2007